# Обични гну
Обични гну (лат. Connochaetes taurinus) је врста сисара из реда папкара (Artiodactyla) и породице шупљорогих говеда (Bovidae). 

## Распрострањење
Ареал обичног гнуа обухвата већи број држава: Замбију, Зимбабве, Јужноафричку Републику, Анголу, Кенију, Танзанију, Мозамбик, Боцвану, Намибију и Свазиленд. Врста је изумрла у Малавију.

## Станиште
Станишта врсте су шуме, саване и ниска травната вегетација.

## Угроженост
Ова врста је наведена као последња брига, јер има широко распрострањење и честа је врста.